# Környezetvédelem
A környezetvédelem az a tevékenység, amely az emberi társadalom által saját ökológiai létfeltételeiben saját maga által okozott károsodások megelőzésére, a károk mérséklésére vagy elhárítására irányul. Másrészt ideológia, filozófia és mozgalom is. Maga a fogalom egyként jelenti azt a gondolatkört, mely szerint az emberiség felelősséget visel és persze függ is az őt körülvevő környezettől és azt az aktivista közösséget, amely zöldmozgalom formájában a különböző természeti és épített környezeti értékek megőrzéséért, annak élhetően és használhatóan tartásáért küzd. A környezetvédelem hasonlóságokat mutat a természetvédelemmel. 
A természetvédelem célja a tudományos és kulturális szempontból legjelentősebb természeti értékek, természetes vagy ahhoz közel álló állapotban és természetes változási folyamatban való megőrzése, fenntartása és bemutatása révén.
Ugyanakkor a környezetvédelem nagy hangsúlyt fektet az élhető, fenntartható környezet védelmére és kialakítására. A környezetvédelem fontosnak tartja, hogy az emberi termelési, fogyasztási rendszer fenntartható legyen, illetve azzá váljon, emellett egyéb politikai követeléseket is meghatároz. Habár sok környezetvédő szervezet a civil szférából jön, világszerte számos nemzetközi, szakmai, politikai szervezet is képviseli a környezetvédő gondolatot és a vállalati felelősségvállalás, a technikai újdonságok előtörésével számos nagyvállalat is tesz lépéseket a környezet megóvásának érdekében.
Általánosan elterjedt szakág a felsőoktatásban a környezetmérnöki szak, ill. környezettudományi vagy környezetvédelmi tagozatok (PE - Pannon Egyetem, SZIE, Debreceni Egyetem, BME, Óbudai, Soproni Egyetem), ill. szakmai szervezetekben (MMK Környezetvédelmi Tagozat).

## A környezetvédelem mint társadalmi mozgalom
A környezetvédelem mint társadalmi mozgalom igyekszik értékei mentén befolyásolni a közpolitikai döntéshozatalt és az ezzel kapcsolatos politikai vitákat. Erre legfőbb eszközei a társadalmi aktivizmus, a lobbizás vagy éppen a környezettudatos oktatás. 
„A környezetvédelem olyan társadalmi tevékenységi rendszer, amelynek célja a bioszféra létének (beleértve magát az embert mint biológiai fajt is) és egészséges fejlődésének megőrzése oly módon, hogy környezetünket (és magát az embert is) megóvjuk mindenfajta emberi tevékenység nem szándékolt szennyező és pusztító hatásától, mesterséges környezetünket úgy alakítjuk, hogy az a természeti környezettel harmóniában legyen, és bármiféle emberi tevékenység, ezen belül kiemelten a gazdasági tevékenység végzése során tekintettel vagyunk az élő rendszerek és az egyes élőlények tűrőképességére, és a tűrési határokat tevékenységünk során nem haladjuk meg.”
A környezetvédelmi mozgalom olyan megoldások és esetleges döntések mellett áll ki, mint a természet megóvása, a fenntartható fejlődés, a tudatos fogyasztás, a megújuló energiaforrások használatának támogatása vagy az energiahatékonyság növelése.

## A környezetvédelem története
Jól lehet a környezet megóvásának kérdése többször felmerült különböző korokban és helyeken a világban, a modern környezetvédelmi mozgalom kialakulása elválaszthatatlan az ipari forradalom által jelzett változásoktól. A nagy gyárak és a szénhasználat emelkedése óhatatlanul magával hozta az emelkedő levegőszennyezést, emellett az ipar által használt vegyi anyagokból származó szemét mennyisége is növekedésnek indult. Az első nagy, modern környezetvédelmi törvényt 1863-ban hozták Nagy-Britanniában.
A korai környezetvédelmi mozgalom részeként Angliában létrejött egy vissza a természetbe mozgalom, és az Egyesült Államokban is történtek hasonló kísérletek. Ebből az időből Henry David Thoreau volt a legfontosabb személy a mozgalomra akár később is gyakorolt hatások közül, aki Walden címet viselő művében a saját vissza a természethez kísérletének tapasztalatairól ír és sikeresen lobbizott a Yosemite Nemzeti Park létrehozásáért és részt vett a Sierra Club megalakításában.
A 20. században a környezetvédelmi mozgalom tovább növekedett és Rachel Louise Carson Néma Tavasz című 1962-es művétől számíthatjuk napjaink mozgalmának születését. A hatvanas években jöttek létre olyan fontos környezetvédő civil szervezetek, mint a Greenpeace vagy a Friends of the Earth (Föld Barátai).
Azóta a környezetvédelem erőteljes társadalmi mozgalommá vált, mely képes a közpolitikai viták és döntések befolyásolására, csakúgy mint az egyéni cselekedetek átformálására. Ez utóbbinak egyébként a mozgalom hasonló figyelmet szentel, mint a makroszintű, nagy változások iránti küzdelemnek.
Környezetvédelmi tevékenységek kutatások sora vezette a szakembereket a felismeréshez, miszerint nem elég a káros anyagkibocsátásra fordítani a figyelmet, ezenfelül sokkal fontosabb feladat, hogy racionálisan kellene gazdálkodni a bioszféra erőforrásaival és egész környezetünkkel. 
A környezetvédő mozgalom számos olyan egyéni megoldást támogat, melyek nem a kormányok vagy nagy cégek hatáskörébe tartoznak, hanem a mindennapi ember számára is elérhetőek. Ilyenek például a városi biciklizés és tömegközlekedés favorizálása az autókultúrával szemben, a hulladékok szelektálása és újrahasznosítása illetve képződésének megelőzése például tudatos vásárlás segítségével, a háztartások energiahatékonyságának növelése de a sor hosszan folytatható.
Mára a mozgalomnak több országban parlamenti politikai képviselete is van és a környezettel kapcsolatos válság tudatosulása újabb és újabb embereket állít a mozgalom mellé. A környezetvédelem manapság elsősorban olyan problémákkal foglalkozik mint a klímaváltozás, túlnépesedés, hulladékgazdálkodás, levegőszennyezés, vagy a genetikailag módosított élőlényekből készített ételek terjedése. A 21. században már általánosan az országok, államok szintjén elismert törekvés a környezetvédelem, melyet olyan megállapodások mutatnak, mint a Párizsi Éghajlatvédelmi Egyezmény. 

## Alapfogalmak a környezetvédelemben

### Környezettel és károkkal kapcsolatos fogalmak
- Környezethasználat: a környezetnek vagy valamely elemének igénybevételével, illetőleg terhelésével járó hatósági engedélyhez kötött tevékenység.
- Környezet igénybevétele: a környezetnek vagy elemének természeti erőforráskénti használata
- Környezetterhelés: valamely anyag vagy energia környezetbe bocsátása

Környezeti ártalmak:
- Anyag jellegű szennyezés: hulladék, veszélyes anyagok, por, bűz
- Energia jellegű szennyezés: zaj, rezgés, hő, fény, radioaktív sugárzások
- Nem szennyező kár: élővilág zavarása, erózió
- Túlhasználat: pazarlás, rablógazdálkodás

### A közvélemény szemében a fenntarthatósággal kapcsolatos fontosabb kérdések
Az emberek elsősorban a vízellátással, a légszennyezéssel és a vegyi anyagokkal kapcsolatos problémákat tartják aggasztónak. A környezetvédelmi politika révén kívánjuk védelmezni az embereket a környezettel kapcsolatos kedvezőtlen hatásokkal és az egészségükre, illetve jóllétükre leselkedő veszélyekkel szemben. A törekvések célja, hogy:
- az ivóvíz és a fürdővizek minősége megfelelő legyen;
- javuljon a levegőminőség , és csökkenjen a zaj;
- a vegyi anyagok a jövőben kisebb mértékben, illetve egyáltalán ne gyakoroljanak káros hatást a környezetre, illetve az egészségre.

### A környezetvédelem globális kérdései
- túlnépesedés, urbanizáció
- élelmiszertermelés
- anyag- és energiatermelés
- üvegházhatás, éghajlatváltozás, termőföld, ökoszisztéma
- sivatagosodás: talaj, víz
- fenntartható fejlődés
- extrém kockázatok: biológiai, földcsuszamlás, tüzek, viharok
- ózonréteg épsége-károsodása

A globális problémák mellett a hagyományos műszaki fejlődéshez adódnak a következő jelenségek:
A környezetvédelmi politika nagyon fontos szerepet játszhat a munkahelyteremtésben és a befektetésösztönzésben. A környezetvédelmi innováció eredményeként megszülető újszerű megoldások hasznosítása jelentős gazdasági tényező lehet. 
Általános megfogalmazásban mondható, hogy emberi tevékenységet emberi beavatkozással lehet korrigálni. Továbbá a környezetvédelem elsősorban mérnöki tevékenység.

### Környezetvédelem területei
1. Levegőtisztaság-védelem
2. Vízminőség-védelem
3. Talajvédelem
4. Zaj- és rezgések elleni védelem
5. Hulladékgazdálkodás

A hulladék, hulladékkezelés, ill. hulladékhasznosítás/gazdálkodás gyakorlatához kapcsolódik, hogy a hulladék szelektív begyűjtéséért és hasznosításáért, azaz a hulladék sorsának koordinálásáért felelős szervezet az ún. koordináló szervezet (Magyarországon az Öko-Pannon-Nonprofit Kft.)
A hulladék szelektív begyűjtéséért és hasznosításáért, azaz a hulladék sorsának koordinálásáért felelős szervezet az ún. koordináló szervezet (Magyarországon az Öko-Pannon-Nonprofit Kft.).
Környezetvédelmi tevékenységek a megvalósítandó célok elérése érdekében:
1. A környezetet szennyező és károsító kibocsátások (károsító emissziók) csökkentésére és megelőzésére szolgáló intézkedések (megelőzést szolgáló környezetvédelmi szemlélet): lehet termelés-, és termékintegrált. 
2. A környezetet szennyező és károsító kibocsátások és hatásaik elemzésére és redukálására szolgáló intézkedések (műszaki eszközökkel és módszerekkel).
3. A bekövetkezett környezetszennyezésnek és környezeti károk felszámolása: helyreállítás.
Magyar vonatkozású előírás a Nemzeti Környezetvédelmi Koncepció.
Szempontjai a megelőzéstől a szennyező fizet elvig terjednek.
A fenntartható fejlődés elve: „A fejlődés olyan formája, mely a jelen igények kielégítése mellett nem fosztja meg a jövő generációját saját szükségleteik kielégítésének lehetőségétől”. (Bruntland jelentés) Lényegileg egyensúlyra törekvés és hosszú távú takarékos magatartás. 
A fenntartható fejlődés alapelvei (az EU környezetvédelmi politikájának legfontosabb alapelvei):
1. Megelőző fellépés
2. Integrálás alapelve
3. Szubszidiaritás elve
4. „Szennyező fizet” elv
5. „Fenntartható fejlődés” elv
Környezetvédelmi előírások és jogszabályok, valamint szakterületi törvények vonatkoznak a környezetvédelemre. 
A környezetvédelem tárgykörébe tartozó terület ill. fogalom a hulladék, hulladékkezelés, ill. hulladékhasznosítás/gazdálkodás. 
Környezetvédelmi szempontból legfontosabb energiaforrások:
Alternatív (megújuló) energiaforrások:
- Napenergia
- Biomassza
  - Megújuló üzemanyagok: bioetanol, biodízel
  - Biogáz
    - biohulladékból
    - szilárd települési hulladékból
    - sertés hígtrágyából
    - mezőgazdasági melléktermékekből
    - szennyvíziszapból

  - Biometán
- Szélenergia
- Vízenergia
- Geotermikus energia

Megvalósítás gyakorlati fő egysége: vállalati környezetvédelem:
A vállalatoknak rendelkezésre állnak különböző szervezési és számítási módszerek: 
Vállalati környezetvédelmi szervezet
Vállalati környezetmenedzsment
„Környezetközpontú irányítási rendszerek. Követelmények és alkalmazási irányelvek.” 
ISO14001:1996, MSZ EN ISO 14001.
Életciklus elemzés (Life Cycle Analysis – LCA)
Ökológiai mérleg
Környezetvédelmi auditálás